# 裂苞铁苋菜
裂苞铁苋菜（学名：Acalypha brachystachya）为大戟科铁苋菜属下的一个种。

## 扩展阅读
- 維基物種上的相關：裂苞铁苋菜